# Radziecko-jugosłowiański pakt o nieagresji

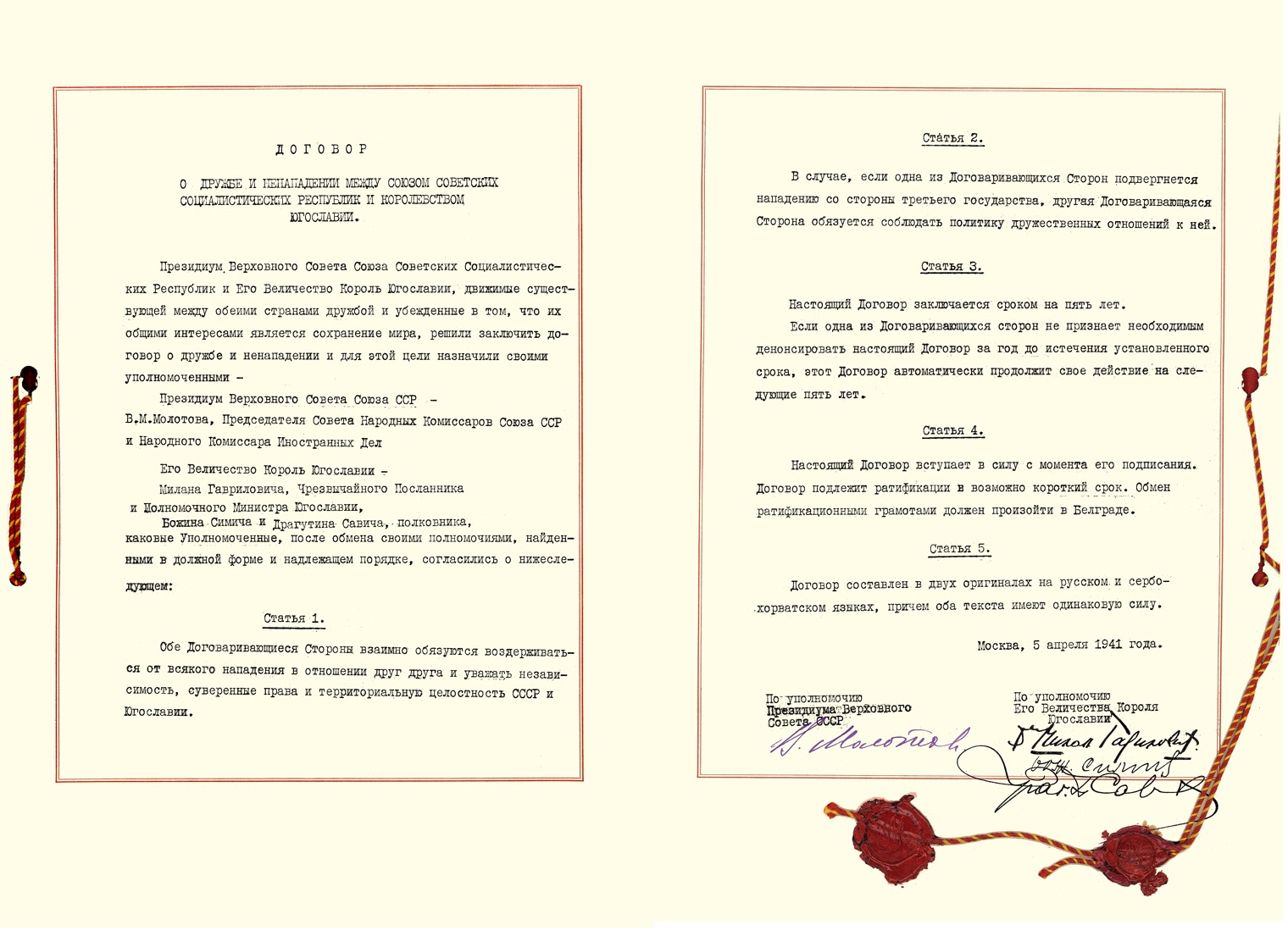
Radziecko-jugosłowiański pakt o nieagresji

Radziecko-jugosłowiański pakt o nieagresji – pięcioletni pakt o nieagresji podpisany 6 kwietnia (antydatowany na 5 kwietnia) 1941 roku w Moskwie między Ludowym Komisarzem Spraw Zagranicznych Wiaczesławem Mołotowem reprezentującym Związek Radziecki a posłem Milanem Gavriloviciem reprezentującym Jugosławię.
Strony paktu zobowiązały się w nim do:
- wzajemnego przestrzegania swej suwerenności i gwarantowania praw państwowej zwierzchności,
- nienaruszalności swojego terytorium,
- zachowania przyjaznej postawy w razie zaatakowania którejś ze stron przez państwo trzecie.

Pod względem wojskowym pakt nie dał Jugosławii żadnych korzyści, bowiem jeszcze tego samego dnia III Rzesza rozpoczęła atak na Jugosławię i Grecję (kampania bałkańska) i do 1 czerwca opanowała oba państwa. Politycznie pakt z Jugosławią potrzebny był Stalinowi, który wysłał w ten sposób ostrzeżenie pod adresem Niemców wobec ich agresywnej polityki na Bałkanach: 

Stalin okazał się wyjątkowo cyniczny, bo już za kilka dni jugosłowiański poseł Gavrilović musiał opuścić Moskwę, gdyż Stalin stwierdził, że Jugosławia już nie istnieje. Swój cel – wywołanie wojny między Jugosławią a Hitlerem – osiągnął.